# بریموند (میان‌دربند)
بریموند یک روستا در ایران است که در دهستان میان‌دربند شهرستان کرمانشاه واقع شده‌است. بریموند ۱۸۱ نفر جمعیت دارد.

## جمعیت
این روستا در بخش مرکزی شهرستان کرمانشاه قرار دارد و براساس سرشماری مرکز آمار ایران در سال ۱۳۸۵، جمعیت آن ۱۸۱ نفر (۳۶ خانوار) بوده‌است.